# Iraj Ghaderi
Iraj Ghaderi (en farsi ایرج قادری) (17 de abril de 1934 – 6 de mayo de 2012) fue un actor y director de cine iraní. Ghaderi nació en Teherán. Estudió brevemente para convertirse en farmaceuta, pero abandonó la carrera. Falleció en Teherán el 6 de mayo de 2012, a la edad de 77 años.

## Biografía
Iraj Ghaderi estudió farmacología pero no terminó la carrera. Su carrera artística comenzó en 1956 con su actuación en la película "Intersection Accidents" de Samuel Khachikian. Le siguieron más de cuarenta compromisos fílmicos hasta la revolución islámica. Estableció la compañía cinematográfica "Panorama", la primera productora y distribuidora de películas iraní, junto a Moosa Afshar en 1963. Él, quien a menudo es reconocido como uno de los cineastas del cine anterior a la revolución, continuó sus actividades cinematográficas con la película "Taraj" en 1985 después de la revolución. Dirigió más de setenta películas.
Aunque sus películas no fueron aclamadas por la crítica, a menudo obtuvieron éxito por atraer grandes audiencias a los cines. También es considerado uno de los actores iraníes más prolíficos.

## Filmografía

### Como actor
- 2012 Shabake
- 2009 Pato zamin Nazar
- 2007 The Trial
- 2005 Aquarium
- 2000 Fame
- 1982 Dada
- 1982 The Imperilled
- 1980 Baradarkoshi
- 1980 Pangolin Savar-e sarnevesht
- 1979 Hokm-e Tir
- 1978 Kooseye Jonoob
- 1977 Aci Hatiralar
- 1977 Back and Dagger
- 1977 Do Kalle Shagh
- 1977 Sine-chak
- 1976 Awake in the City
- 1976 Rafigh
- 1976 The Chandelier
- 1975 Death in the Rain
- 1975 Shahragh
- 1975 The Desire
- 1975 The Target
- 1974 Ghafas
- 1974 Mu-Sorkhe
- 1974 The Doctor and the Dancer
- 1974 Torkaman
- 1973 Bi-gharar
- 1973 Unveiled
- 1972 Atal Matal Tootool-e
- 1972 Thirst
- 1972 Tobeh
- 1971 For whom the Hearts Beat
- 1971 Gholam Zhandarm
- 1971 Jan-Sakht
- 1971 Noghre Dagh
- 1971 Restless Hearts
- 1970 Kooche-Mardha
- 1970 Wrath of Eagles
- 1970 Azire Khatar
- 1969 Oath of Silence
- 1968 Dashte Sorkh
- 1968 Separate Beds
- 1968 Shahrahe Zendegi
- 1966 Leilaj
- 1965 The Cry of the Village
- 1965 Branded
- 1965 Gate of Fate
- 1965 Dead End
- 1964 The Girls Mischief
- 1963 The Cobweb
- 1962 Incorrigible
- 1961 A Flower in the Salt Land
- 1961 Event in the Forest
- 1960 The Spring of Life

### Como director
| Año  | Título                 |
| ---- | ---------------------- |
| 2010 | Network                |
| 2009 | Pato zamin nazar       |
| 2007 | The Trial              |
| 2005 | Aqvariom               |
| 2003 | Cheshman siah          |
| 2000 | Sam o Nargess          |
| 2000 | Fame                   |
| 1998 | Tootia                 |
| 1997 | Claws in the Dust      |
| 1996 | Nabakhshoodeh          |
| 1995 | Mikhaham zende bemanam |
| 1994 | I Want to Live         |
| 1985 | Taraj                  |
| 1982 | The imperilled         |
| 1982 | Dada                   |
| 1980 | Baradarkoshi           |
| 1979 | Hokm-e tir             |
| 1977 | Do kalle-shagh         |
| 1977 | Back and Dagger        |
| 1977 | Sine-chak              |
| 1976 | Awake in the city      |
| 1976 | Bot                    |
| 1976 | Rafigh                 |
| 1975 | The target             |
| 1975 | The desire             |
| 1974 | The Cage               |
| 1973 | Bi-gharar              |
| 1973 | Unveiled               |
| 1972 | Thirst                 |
| 1971 | Noghreh-dagh           |
| 1970 | Sekke-ye shans         |
| 1968 | Basatrhaye jodagane    |
| 1968 | Shahrahe zendegi       |

## Muerte
En mayo de 2012, Ghaderi ingresó en el hospital de Mehrdad con un deterioro en su salud debido al cáncer de pulmón. Falleció poco después, el 6 de mayo, tras una larga batalla en contra de la enfermedad. Fue enterrado en el cementerio Behesht-e Sakineh de Karaj.